# Bijzondere Radio Dienst

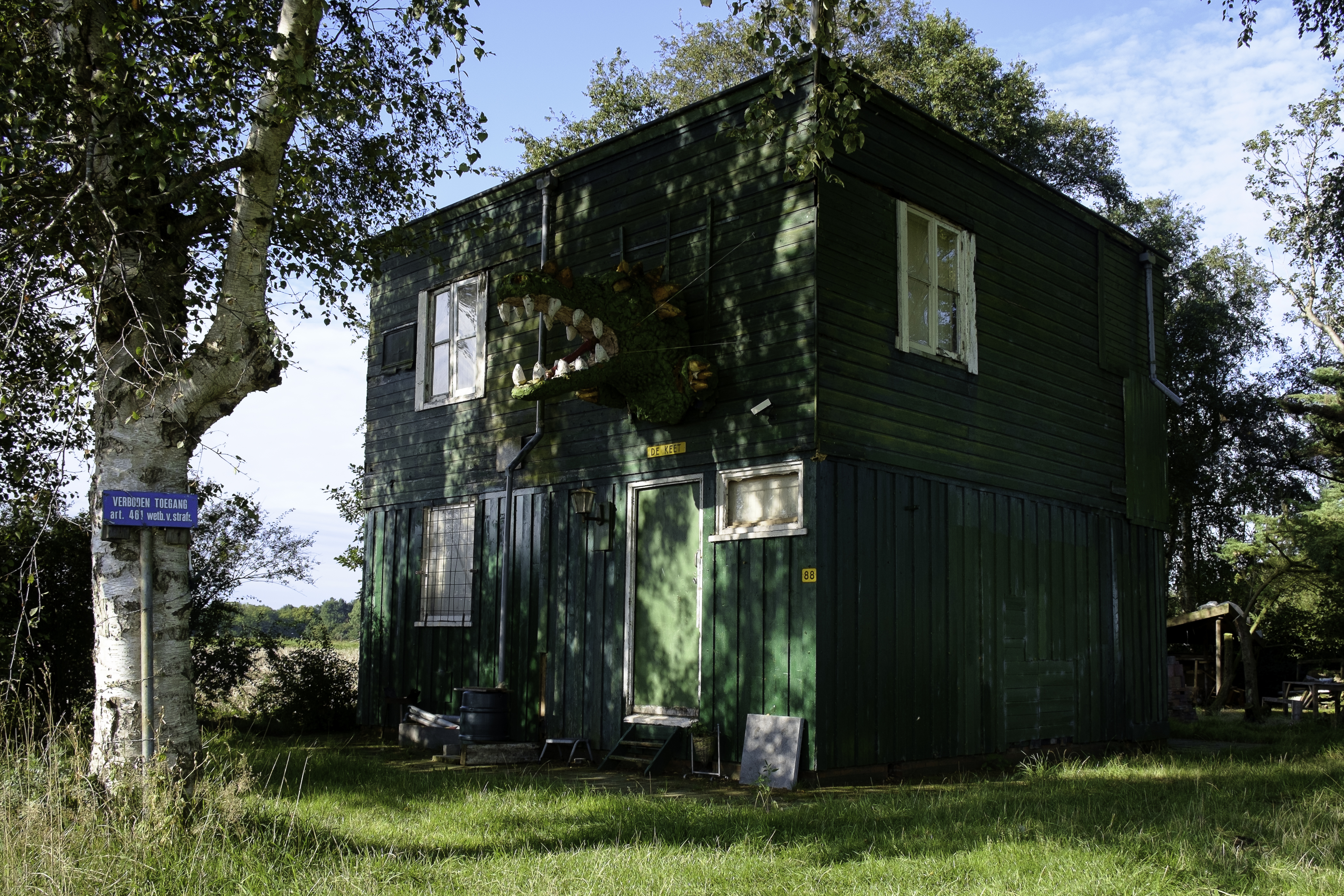
Post Hotel aan het Zuidlaardermeer. Tegenwoordig jongerenkeet.

De Bijzondere Radio Dienst (BRD) was onderdeel van de PTT, maar werkte voor zowel civiele als militaire inlichtingendiensten van Nederland. De taak van de BRD was het uitluisteren van zenders uit Warschaupactlanden en civiele omroepuitzendingen van de Sovjet-Unie. Er werd vanaf de jaren vijftig van de 20e eeuw geluisterd naar de Nederlandstalige uitzendingen van Radio Moskou, speciaal met het oog op eventueel daarin verborgen boodschappen. Ook bepaalde de BRD de posities van Oost-Europese militaire zenders om zo te trachten inzicht te krijgen in de troepenbewegingen van het Warschaupact. Het uitluisteren gebeurde vanuit diverse posten in Nederland. De BRD werd in 1976 opgenomen in de Radio Controle Dienst (RCD).
De Centrale Post van de BRD was gevestigd aan de Prins Bernhardlaan 3 in Voorburg. De post voor peiling en interceptie die er sinds 1952 was werd begin 1953 verplaatst naar de Post Ockenburg. De Centrale Post werd gesloten in eind 1982.
Vanuit de Centrale Post werden een aantal peiling- en interceptiestations aangestuurd die alle een code volgens het NAVO-alfabet hadden.
- Post Alfa (Amstelveen) werd gesloten in 1968. De apparatuur werd verhuisd naar Post Echo in Eemnes, het nog aanwezige marineradiostation, dat sinds 2006 wordt beheerd door de NSO.
- Post Golf (Goes). Hier werd onder meer geluisterd naar de Nederlandstalige radio-uitzendingen van Radio Moskou en werd het berichtenverkeer tussen de ambassades van Oost-Europa onderschept.
- Post Hotel (tussen Foxhol en Onnen; achter De Groeve). Deze post werd gesloten in eind 1980.
- Post Kilo (Strijthagen/Sibbe) was van 1951 tot 1969 gelegen bij Kasteel Strijthagen (gemeente Kerkrade). Vanaf 1969 lag de post in Sibbe bij de molen Het Wolfshuis, waar het werd opgeheven in 1981.
- Post Victor werd in 1976 opgeheven en na integratie van de BRD in de RCD verplaatst naar gebouw D van de PTT in de Zeestraat in Den Haag.